# Bundespflegesatzverordnung
Die Bundespflegesatzverordnung (BPflV) ist eine Rechtsverordnung, die in Deutschland die Vergütungen für stationären und teilstationäre Pflegeleistungen in Krankenhäusern regelt.

## Geschichte
Mit der Neufassung 1995 wurden neue Entgeltformen eingeführt, in dem sich die Pflegesätze nicht mehr nach dem bis 31. Dezember 1992 geltenden Kostendeckungsprinzip richteten. Vielmehr wurden Fallpauschalen für bestimmte Behandlungsfälle, Sonderentgelte für bestimmte Operationen und ein individuelles Budget für das Krankenhaus eingeführt. Das Budget musste durch Abteilungs- und Basispflegesätzen abgerechnet werden. Durch das Stabilisierungsgesetz vom 29. April 1996 und weiteren Gesetzen wurde nochmals die Deckelung der Budgets fortgeführt.
Bis zur verpflichtenden Einführung der Diagnosis Related Groups (DRG) durch das Fallpauschalengesetz vom 22. April 2002 und die Fallpauschalen-Verordnung regelte die Bundespflegesatzverordnung (BPflV) die Details der pflegesatzfähigen Kosten zur Vergütung der Krankenhäuser. Mit der bundesweiten Einführung der diagnosebezogenen Fallgruppen (DRG) ab 2004 gilt die BPflV nur noch in wenigen Krankenhäusern, die noch nicht in das DRG-System einbezogen sind. Darunter sind psychiatrische und psychosomatische Krankenhäuser, die eine Vergütung der voll- und teilstationären Leistungen durch tagesgleiche Pflegesätze erhalten.

## Anwendungsbereich
Nach der BPflV werden die vollstationären und teilstationären Leistungen der Krankenhäuser vergütet, die nach § 17b Abs. 1 Satz 1 zweiter Halbsatz des Krankenhausfinanzierungsgesetzes (KHG) nicht in das Vergütungssystem der diagnosebezogenen Fallgruppen (DRG) einbezogen sind. Ausgenommen von der Bundespflegesatzordnung sind Polizeikrankenhäuser und Krankenhäuser des Strafvollzuges sowie in Trägerschaft der gesetzlichen Unfallversicherung. Ferner unterliegen Unikliniken, Krankenhäuser, die außerhalb von § 67 AO geführt werden, und Versorgungskrankenhäuser (vgl. diese und weitere in § 5 KHG).

## Krankenhausleistungen
Die betroffenen Krankenhausleistungen beschreibt § 2 BPflV wie folgt:
(1) Krankenhausleistungen nach § 1 Abs. 1 sind insbesondere ärztliche Behandlung, Krankenpflege, Versorgung mit Arznei-, Heil- und Hilfsmitteln, die für die Versorgung im Krankenhaus notwendig sind, sowie Unterkunft und Verpflegung; sie umfassen allgemeine Krankenhausleistungen und Wahlleistungen. Zu den Krankenhausleistungen gehören nicht die Leistungen der Belegärzte (§ 18 des Krankenhausentgeltgesetzes) sowie der Beleghebammen und -entbindungspfleger.
(2) Allgemeine Krankenhausleistungen sind die Krankenhausleistungen, die unter Berücksichtigung der Leistungsfähigkeit des Krankenhauses im Einzelfall nach Art und Schwere der Krankheit für die medizinisch zweckmäßige und ausreichende Versorgung des Patienten notwendig sind. Unter diesen Voraussetzungen gehören dazu auch
- 1. die während des Krankenhausaufenthalts durchgeführten Maßnahmen zur Früherkennung von Krankheiten im Sinne des Fünften Buches Sozialgesetzbuch,
- 2. die vom Krankenhaus veranlassten Leistungen Dritter,
- 3. die aus medizinischen Gründen notwendige Mitaufnahme einer Begleitperson des Patienten,

Nicht zu den Krankenhausleistungen gehört eine Dialyse.

## Vergütung der Krankenhausleistungen
Das Vergütungssystem nach § 17d des Krankenhausfinanzierungsgesetzes (KHG) wird für die Jahre 2013 bis 2016 budgetneutral für die Krankenhäuser eingeführt. Ab dem 1. Januar 2015 ist die Anwendung des Vergütungssystems für alle Krankenhäuser verbindlich.

## Gliederung der Bundespflegesatzverordnung

### Erster Abschnitt: Allgemeine Vorschriften
- § 1 Anwendungsbereich
- § 2 Krankenhausleistungen

### Zweiter Abschnitt: Vergütung der Krankenhausleistungen
- § 3 Vereinbarung eines Gesamtbetrags für die Jahre 2013 bis 2016
- § 4 Vereinbarung eines Erlösbudgets für die Jahre 2017 bis 2021
- § 5 Vereinbarung von Zu- und Abschlägen
- § 6 Vereinbarung sonstiger Entgelte

### Dritter Abschnitt: Entgeltarten und Abrechnung
- § 7 Entgelte für allgemeine Krankenhausleistungen
- § 8 Berechnung der Entgelte

### Vierter Abschnitt: Vereinbarungsverfahren
- § 9 Vereinbarung auf Bundesebene
- § 10 Vereinbarung auf Landesebene
- § 11 Vereinbarung für das einzelne Krankenhaus
- § 12 Vorläufige Vereinbarung
- § 13 Schiedsstelle
- § 14 Genehmigung
- § 15 Laufzeit

### Fünfter Abschnitt: Sonstige Vorschriften
- § 16 Gesondert berechenbare ärztliche und andere Leistungen
- § 17 Zuständigkeit der Krankenkassen auf Landesebene
- § 18 Übergangsvorschriften
- Anlage: Aufstellung der Entgelte und Budgetermittlung (AEB-Psych)
- Anhang 1 zur Leistungs- und Kalkulationsaufstellung: Bettenführende Fachabteilungen
- Anhang 2 zur Leistungs- und Kalkulationsaufstellung: Fußnoten
- Anhang 3 zur Leistungs- und Kalkulationsaufstellung: Gesonderter Ausweis für ausländische Patienten nach § 3 Abs. 4

## Frühere Gliederung der Bundespflegesatzverordnung
Gliederung der Bundespflegesatzverordnung im Jahr 2006:
- Erster Abschnitt: Allgemeine Vorschriften (§§ 1, 2)
- Zweiter Abschnitt: Grundlagen der Entgeltbemessung (§§ 3–9)
- Dritter Abschnitt: Entgeltarten und Abrechnung (§§ 10–14)
- Vierter Abschnitt: Pflegesatzverfahren (§§ 15–21)
- Fünfter Abschnitt: Sonstige Vorschriften (§§ 22–26)
- Anlagen 1 und 2